# 45640 Mikepuzio
45640 Mikepuzio è un asteroide della fascia principale. Scoperto nel 2000, presenta un'orbita caratterizzata da un semiasse maggiore pari a 2,9938343 au e da un'eccentricità di 0,1520746, inclinata di 12,15488° rispetto all'eclittica.
L'asteroide è dedicato al boy scout statunitense Mike Puzio.